# مقاطعة بيريا
بيريا هي مقاطعة من مقاطعات ليسوتو. تغطي مساحة 2,222 كم مربع ويقدر سكانها في 2006 ب 256,496 نسمة. تياتيانجن هي عاصمتها أو الكامبتاون الخاصة بها.

## الجغرافيا
تحد بيريا في الغرب مع جنوب أفريقيا تحديدا مع محافظة فري ستيت. محليا تحد المقاطعة مع عدة مقاطعات أخرى في ليسوتو هي:
- مقاطعة لريب-من الشمال
- مقاطعة ثابا-تسيكا-من الجنوب الشرقي
- مقاطعة ماسيرو-من الجنوب

## المناخ
يظهر الجدول التالي التغييرات المناخية على مدار السنة لمقاطعة بيريا:
| البيانات المناخية لـمقاطعة بيريا | البيانات المناخية لـمقاطعة بيريا | البيانات المناخية لـمقاطعة بيريا | البيانات المناخية لـمقاطعة بيريا | البيانات المناخية لـمقاطعة بيريا | البيانات المناخية لـمقاطعة بيريا | البيانات المناخية لـمقاطعة بيريا | البيانات المناخية لـمقاطعة بيريا | البيانات المناخية لـمقاطعة بيريا | البيانات المناخية لـمقاطعة بيريا | البيانات المناخية لـمقاطعة بيريا | البيانات المناخية لـمقاطعة بيريا | البيانات المناخية لـمقاطعة بيريا | البيانات المناخية لـمقاطعة بيريا |
| الشهر                            | يناير                            | فبراير                           | مارس                             | أبريل                            | مايو                             | يونيو                            | يوليو                            | أغسطس                            | سبتمبر                           | أكتوبر                           | نوفمبر                           | ديسمبر                           | المعدل السنوي                    |
| -------------------------------- | -------------------------------- | -------------------------------- | -------------------------------- | -------------------------------- | -------------------------------- | -------------------------------- | -------------------------------- | -------------------------------- | -------------------------------- | -------------------------------- | -------------------------------- | -------------------------------- | -------------------------------- |
| متوسط درجة الحرارة الكبرى °ف     | 79                               | 81                               | 77                               | 73                               | 68                               | 63                               | 63                               | 68                               | 73                               | 81                               | 81                               | 82                               | 74                               |
| متوسط درجة الحرارة الصغرى °ف     | 59                               | 59                               | 55                               | 43                               | 43                               | 37                               | 34                               | 32                               | 41                               | 54                               | 57                               | 61                               | 48                               |
| معدل هطول الأمطار إنش            | 3.0                              | 3.9                              | 2.2                              | 1.1                              | 2.0                              | 1.3                              | 0                                | 0                                | 0                                | 0.9                              | 4.1                              | 2.7                              | 21.0                             |
| متوسط درجة الحرارة الكبرى °م     | 26                               | 27                               | 25                               | 23                               | 20                               | 17                               | 17                               | 20                               | 23                               | 27                               | 27                               | 28                               | 23                               |
| متوسط درجة الحرارة الصغرى °م     | 15                               | 15                               | 13                               | 6                                | 6                                | 3                                | 1                                | 0                                | 5                                | 12                               | 14                               | 16                               | 9                                |
| معدل هطول الأمطار مم             | 76                               | 98                               | 55                               | 28                               | 50                               | 34                               | 0                                | 0                                | 0                                | 22                               | 103                              | 68                               | 534                              |
| المصدر #1:                       |                                  |                                  |                                  |                                  |                                  |                                  |                                  |                                  |                                  |                                  |                                  |                                  |                                  |
| المصدر #2:                       |                                  |                                  |                                  |                                  |                                  |                                  |                                  |                                  |                                  |                                  |                                  |                                  |                                  |

## أعلام
- ماسينات موهاتو سايسو
- ماسكيلي كارولينا كاكيتلا